# Andrij Lubka

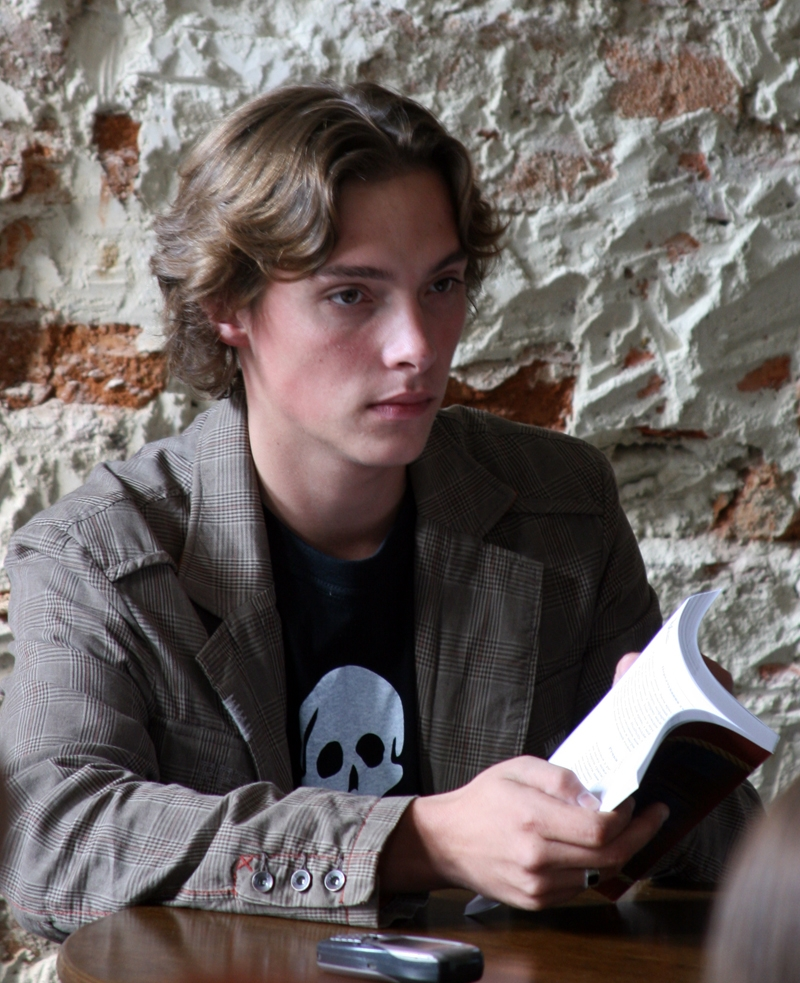
Andrij Lubka (2008)

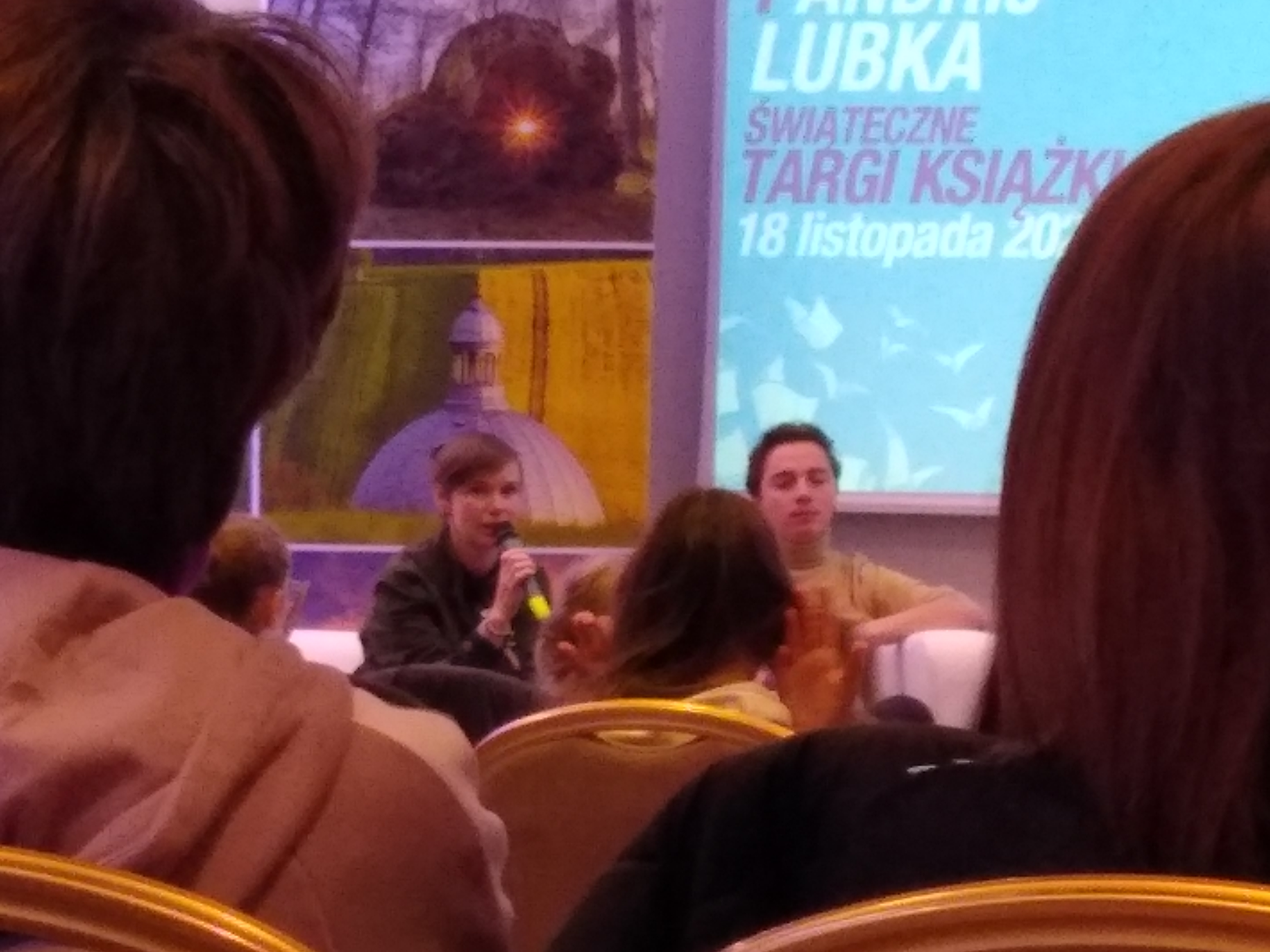
Maria Strzelecka i Andrij Lubka podczas Świątecznych Targów Książki w Rzeszowie

Andrij Lubka, ukr. Андрій Степанович Любка (ur. 3 grudnia 1987 roku) – ukraiński poeta, prozaik, eseista i tłumacz.

## Życiorys
Urodził się w Rydze. Przez długi czas mieszkał w mieście Wynohradiw w Obwodzie Zakarpackim na Ukrainie. Ukończył Szkołę Wojskową w Mukaczewie. W 2009 roku ukończył filologię ukraińską na Narodowym Uniwersytecie w Użhorodzie, a w 2014 – Uniwersytet Warszawski (kierunek bałkański na Studium Europy Wschodniej). Uczestniczył w wielu ukraińskich i europejskich akcjach literackich i festiwalach, m.in. w Berlinie, Rio-de-Janeiro, Innsbrucku, Darmstadt, Moskwie, Pradze, Wilnie, Kijowie, Stambulie, Wiedniu, Lipsku, Rydze, Warszawie. 
Na wyborach prezydenckich na Białorusi w 2006 roku był obserwatorem wyborów i członkiem grupy doradców kandydata na prezydenta Alaksandra Milinkiewicza, wziął udział w protestach. Spędził 15 dni w białoruskim więzieniu i otrzymał status persona non grata na 10 lat.
Mieszka w Użhorodzie na Zakarpaciu.
Oficjalna strona w internecie: lyubka.net.ua
W 2012 roku w Austrii wyszła książka wierszy Lubki w języku niemieckim pod tytułem Notaufname.
- W maju 2013 w Polsce wyszła książka opowiadań Lubki w tłumaczeniach Bohdana Zadury – Killer, Wrocław, Biuro Literackie, 2013[2]
- W 2016 w lubelskim wydawnictwie "Warsztaty Kultury" ukazała się powieść Andrija Lubki "Karbid" w tłumaczeniu Bohdana Zadury[3]

Jego poezje stanowią część antologii Bohdana Zadury 100 wierszy wolnych z Ukrainy (Biuro Literackie, Kołobrzeg 2022, ISBN 978-83-67249-06-5).

## Twórczość
Autor tomików poezji
- Osiem miesięcy schizofrenii (2007)
- Terroryzm (2008)
- Czterdzieści dolarów plus napiwek (2012)

Proza
- Kiler. Zbiór opowiadań (2012)
- Spać z kobietami (eseje i felietony) (2013)
- Karbid (powieść), (2015), nominacja do nagrody Książka roku BBC
- Pokój dla smutku, Zbiór opowiadań (2016)
- Wojna od tyłów (2024) przełożył  Marek S. Zadura[4]

Przetłumaczył z języka polskiego cztery tomiki wierszy Bohdana Zadury, które ukazały się w 2012 w książce pt. „Życie nocne”, a także książkę Lidii Ostałowskiej "Farby wodne" (tytuł ukraiński – "Akwareli", 2014). Tłumaczy także z języków: serbskiego, chorwackiego i angielskiego.

## Tłumaczenia
Wiersze i utwory prozatorskie Andrija Lubki przetłumaczone są na języki angielski, niemiecki, serbski, portugalski, rosyjski, macedoński, portugalski, rumuński, chiński, białoruski, czeski oraz polski. Utwory Andrija Lubka tłumaczą na język polski Bohdan Zadura i Aneta Kamińska.

## Nagrody
- 2024: Nagroda literacka im. Josepha Conrada-Korzeniowskiego[7]
- 2007: nagroda Debiut[6]
- 2011: Kijowskie Laury[6]
- stypendium Ministra Kultury RP Gaude Polonia (2010, 2012)[6]